# Stadio comunale di Can Misses
Lo stadio comunale di Can Misses (in spagnolo Estadio Municipal de Can Misses) è un impianto sportivo multifunzione spagnolo che si trova a Ibiza, comune dell'omonima isola nella comunità autonoma delle Baleari.
Ospita le partite casalinghe della squadra della città, la Unión Deportiva Ibiza.
È lo stadio principale dell'isola, ospitante sin dalla sua costruzione molti eventi musicali e sportivi, ed è collocato all'interno del complesso sportivo municipale Can Misses, situato nel quartiere di Can Misses che dà il nome allo stadio.
In vista della storica gara con il Barcellona per i sedicesimi di Coppa del Re 2019-2020 lo stadio è stato ampliato a 6.000 posti.